# Alfredo Carrillo
Alfredo Carrillo (ur. 1 września 1976 r.) – paragwajski pływak, uczestnik igrzysk olimpijskich.

## Życiorys

### Igrzyska Olimpijskie
Na igrzyskach olimpijskich dziewiętnastoletni Carrillo wystąpił tylko raz – podczas XXVI Letnich Igrzysk Olimpijskich w 1996 roku w Atlancie. Wziął udział w jednej konkurencji pływackiej. Na dystansie 50 metrów stylem dowolnym wystartował w drugim wyścigu eliminacyjnym. Z czasem 24.91 zajął w nim czwarte miejsce, a ostatecznie, w rankingu ogólnym, uplasował się na pięćdziesiątym siódmym miejscu.